# Kronsmoor
Kronsmoor er en by og kommune i det nordlige Tyskland, beliggende i Amt Breitenburg under Kreis Steinburg. Kreis Steinburg ligger i den sydvestlige del af delstaten Slesvig-Holsten.

## Geografi
Kronsmoor ligger omkring fem kilometer sydøst for Itzehoe ved floden Stör, som danner kommunen nordgrænse. Sydvest for Kronsmoor går motorvejen A23 fra Hamborg til Itzehoe. Der har tidligere været udvundet kridt i Kreidegrube Saturn, hvis østlige del ligger i Kronsmoor, - den vestlige del af gruben ligger i Breitenburg. Den godt ti km lange Breitenburger Kanal der blev anlagt fra 1875 til 1877, går langs den sydlige kommunegrænse.